# Václav Pospíšil
R. D. Václav Pospíšil (6. listopadu 1935, Číhošť – 15. května 2021, Červený Kostelec) byl český římskokatolický duchovní, pamětník událostí tzv. Číhošťského zázraku, dlouholetý duchovní správce (administrátor a později farář) v Úpici na Trutnovsku.

## Život

### Mládí
Byl synem číhošťského kováře Václava Pospíšila staršího a jeho manželky Růženy, rozené Prosové. V adventu roku 1949 se stal spolu se svým otcem a dalšími lidmi svědkem pohybu kříže v číhošťském kostele. Jeho otec byl následně prvním, kdo na tento jev upozornil místního duchovního správce, Josefa Toufara. Václav Pospíšil mladší byl pak jedním z těch, s nimiž Toufar sepisoval o události protokol pro účely zamýšleného církevního šetření. Z toho nakonec sešlo, kněz Toufar byl uvězněn a později zemřel na následky mučitelských metod, užitých během jeho výslechů vyšetřovatelem Ladislavem Máchou. Mezi zatčenými byl také kovář Pospíšil a vyslýchána byla také celá jeho rodina. Jeho syn na tyto události po zbytek života jen velmi nerad vzpomínal.

### Kněžství
Václav Pospíšil později vystudoval teologii, v červnu roku 1960 byl v Litoměřicích vysvěcen na kněze a inkardinován do královéhradecké diecéze. Následně byl ustanoven kaplanem v Pardubicích. Později již samostatně působil v Horním Maršově a přilehlých farnostech v náročných podmínkách východních Krkonoš a pohraničí. Nějakou dobu také navíc obstarával duchovní službu u řeholních sester v Dolním Lánově. Životní podmínky na maršovské faře byly navíc velmi těžké. V roce 1977 byl ustanoven administrátorem v Úpici a ex currendo v Markoušovicích a při neobsazení funkce lokalisty také v Malých Svatoňovicích, které byly až do roku 2010 s Úpicí formálně propojeny. Mezi farníky byl znám také jako velký sportovec, který například v zimě, při nesjízdnosti komunikací docházel do některých míst na bohoslužby pěšky. Zorganizoval také rozsáhlou rekonstrukci farního kostela sv. Jakuba Staršího v Úpici. Tu nejen organizoval, ale také na ní sám fyzicky se svými farníky pracoval.

### Závěr života
Po odchodu do penze žil Václav Pospíšil v Úpici jako soukromá osoba a dokud to jeho fyzické síly umožňovaly, podle potřeby vypomáhal v duchovní správě, zejména ve filiálním kostele sv. Bartoloměje v Batňovicích. Spisovateli, básníku a dokumentaristovi Miloši Doležalovi poskytl některá cenná svědectví ohledně někdejších číhošťských událostí. Počátkem dubna roku 2021 byl pro zhoršující se zdravotní potíže hospitalizován v Hospici sv. Anežky České v Červeném Kostelci, kde také 15. května téhož roku zemřel. Následující sobotu, 22. května, byl pohřben do kněžského hrobu na hřbitově v Úpici.